# Kip Carpenter
Kip Carpenter (Kalamazoo, 30 de abril de 1979) es un deportista estadounidense que compitió en patinaje de velocidad sobre hielo. 
Participó en dos Juegos Olímpicos de Invierno, en los años 2002 y 2006, obteniendo una medalla de bronce en Salt Lake City 2002, en la prueba de 500 m.

## Palmarés internacional
| Juegos Olímpicos | Juegos Olímpicos                | Juegos Olímpicos  | Juegos Olímpicos |
| Año              | Lugar                           | Medalla           | Prueba           |
| ---------------- | ------------------------------- | ----------------- | ---------------- |
| 2002             | Salt Lake City (Estados Unidos) | Medalla de bronce | 500 m            |